# Rebecca Black
Pour les articles homonymes, voir Black.
 (juin 2013).
Rebecca Renee Black est une chanteuse pop américaine, née le 21 juin 1997 dans le comté d'Orange en Californie. Elle devient populaire en 2011 à la suite de la sortie de son single Friday, sous le label ARK Music Factory (en). Celui-ci devient un phénomène Internet, suscitant d'innombrables moqueries.
Sur la plateforme YouTube, le clip Friday officiel a été vu plus de 333 millions de fois et comptabilise plus de 5,4 millions de « pouces rouges » contre 1,0 million de « pouces verts »,, soit un ratio de 84 % de pouces rouges contre 16 % de pouces verts (5 fois moins).
Son nom a été la requête ayant la plus forte progression sur le moteur de recherche de Google en 2011.

## Biographie
Rebecca Black est née le 21 juin 1997, à Irvine en Californie. Elle est la fille de John Jeffery Black et Georgina Marquez Kelly qui sont tous deux vétérinaires. Au lycée, elle obtient le rôle titre dans la comédie musicale Oklahoma !.
En 2011, son single Friday, fut l'objet de moqueries considérables et Black fut victime de harcèlement,. Elle est également considérée comme la « pire chanson de tous les temps »,. Malgré tout, la chanteuse dit rester la tête haute et cela ne l’empêchera pas de continuer sa carrière dans la musique.
En juin 2011, quelques mois après la sortie désastreuse de son single, Rebecca fait son apparition dans le vidéoclip Last Friday Night (T.G.I.F.) de Katy Perry. Elle apparaît en tant que voisine de l’adolescente Kathy Beth Terry. Cette apparition serait un hommage à sa vidéo Friday.
En 2021, elle sort un remix de son premier titre, Friday avec Dorian Electra, Big Freedia, 3OH!3 et Dylan Brady.

### Vie privée
En 2020, Rebecca Black fait son coming out queer dans un épisode du podcast Dating Straight.

## Discographie

### EPs
- 2017 : RE / BL
- 2021 : Rebecca Black Was Here

### Album
● 2023 : Let Her Burn (en)

### Singles
- 2011 : Friday
- 2011 : My Moment
- 2011 : Person of Interest
- 2012 : Sing It
- 2012 : In Your Words
- 2013 : Saturday
- 2016 : The Great Divide
- 2017 : Foolish
- 2017 : Heart Full of Scars
- 2017 : Scream
- 2018 : Satellite
- 2019 : Anyway
- 2019 : Do You?
- 2019 : Sweetheart
- 2020 : Self Sabotage
- 2020 : Closer
- 2021 : Girlfriend
- 2021 : Friday (Remix) ft. 3OH!3, Big Freedia and Dorian Electra
- 2021 : Personal
- 2021 : Worth It for the Feeling
- 2022 : Crumbs
- 2022 : Look At You
- 2022 : Sick to My Stomach

## Récompenses
- Rebecca Black a gagné le prix de la « Web Star » aux Teen Choices Awards.